# Кантарон
Кантаро́н (фр. Cantaron) — коммуна на юго-востоке Франции в регионе Прованс — Альпы — Лазурный берег, департамент Приморские Альпы, округ Ницца, кантон Конт.
Площадь коммуны — 7,38 км², население — 1186 человек (2006) с тенденцией к росту: 1337 человек (2012), плотность населения — 181,2 чел/км².

## Население
Население коммуны в 2011 году составляло — 1288 человек, а в 2012 году — 1337 человек.
| 1962 | 1968 | 1975 | 1982 | 1990 | 1999 | 2006 | 2007 | 2011 | 2012 |
| ---- | ---- | ---- | ---- | ---- | ---- | ---- | ---- | ---- | ---- |
| 329  | 539  | 774  | 956  | 1233 | 1258 | 1186 | 1175 | 1288 | 1337 |

Динамика численности населения:

## Экономика
В 2010 году из 800 человек трудоспособного возраста (от 15 до 64 лет) 592 были экономически активными, 208 — неактивными (показатель активности 74,0 %, в 1999 году — 69,0 %). Из 592 активных трудоспособных жителей работали 553 человека (294 мужчины и 259 женщин), 39 числились безработными (20 мужчин и 19 женщин). Среди 208 трудоспособных неактивных граждан 69 были учениками либо студентами, 93 — пенсионерами, а ещё 46 — были неактивны в силу других причин.
На протяжении 2010 года в коммуне числилось 502 облагаемых налогом домохозяйства, в которых проживало 1321,5 человек. При этом медиана доходов составила 23 тысячи 179 евро на одного налогоплательщика.